# 김성일 (1966년)
김성일(金聖日, 1966년 1월 14일 ~ )은 대한민국 전라남도의회 의원이다.

## 학력
- 강진농업고등학교 졸업
- 순천대학교 농업경제학과

## 경력
- (사)한국농업경영인 전라남도연합회 회장
- 2014년 7월 1일 ~ 2018년 6월 30일: 제10대 전라남도의회 의원
- 2018년 7월 1일 ~ 2022년 6월 30일: 제11대 전라남도의회 의원
  - 2020.07 ~ 2022.06: 제11대 전라남도의회 후반기 부의장
- 2022년 7월 1일 ~ : 제12대 전라남도의회 의원
  - 제12대 전라남도의회 전반기 보건복지환경위원회 위원
  - 제12대 전라남도의회 전반기 예산결산특별위원회 위원
- 2022.10 ~ : 더불어민주당 전라남도당 사회적경제위원회 위원장

## 역대 선거 결과
|  | 11.17% |

|  | 67.14% |

|  | 64.49% |

|  | 0% |